# White Rabbit (bonbon)
Pour les articles homonymes, voir White Rabbit.

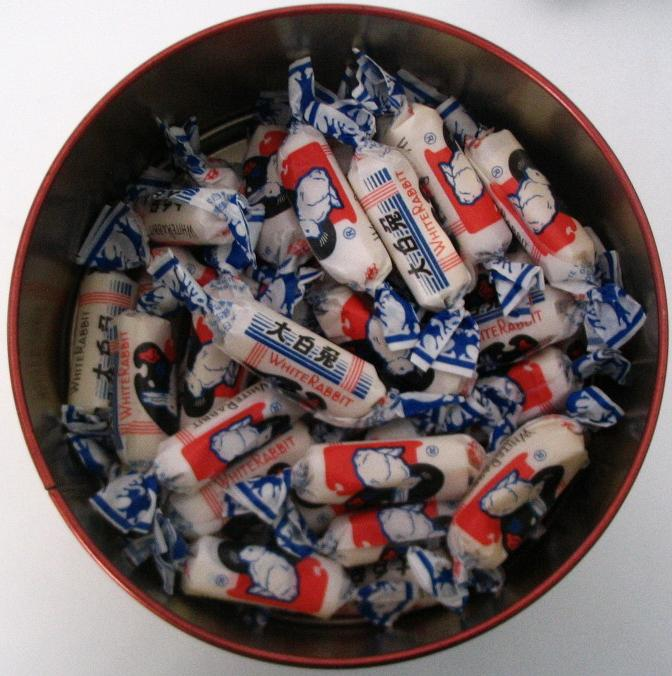
Des bonbons White Rabbit.

White Rabbit (en chinois traditionnel : 大白兔奶糖 ; pinyin : Dàbáitù Nǎitáng) est une marque de bonbons au lait fabriquée par Shanghai Guan Sheng Yuan Food, Ltd. en Chine.
Il s'agit d'une marque emblématique en production depuis 1943 puisque ces bonbons font partie des souvenirs d'enfance de nombreux Chinois.
En 2008, à la suite du scandale du lait frelaté à la mélamine en Chine, il est mis en évidence la présence de mélamine, un composé chimique normalement utilisé dans la fabrication de plastiques et présentant une toxicité rénale, dans ces bonbons dans de nombreux pays du monde. En particulier, les autorités canadiennes, belges et françaises suspendent la commercialisation de ces friandises et incitent les particuliers à ne pas consommer celles déjà en leur possession,.